# Panevėžiukas
Panevėžiukas (hist., pol. Poniewieżyk) – wieś na Litwie, położona w rejonie kowieńskim okręgu kowieńskiego, 28 km na północ od Kowna, na prawym brzegu Niewiaży.

## Historia
Poniewieżyk po raz pierwszy był wspomniany w XIV wieku. W 1563 roku majątek ten był własnością Jana Pietkiewicza. W 1596 roku został sprzedany Piotrowi Wizgirdowi marszałkowi powiatu kowieńskiego. W 1685 roku dobra te były własnością Zofii Billewiczowej, wdowy po Andrzeju. Wkrótce zostały sprzedane rodzinie Syruciów. Szymon Syruć ufundował tu w 1747 roku murowany kościół, w miejscu drewnianego. Kościół ten ma rzadko spotykany trójkątny kształt. Na przykościelnym cmentarzu znajdują się coraz trudniej czytelne tablice nagrobków dawnych tutejszych ziemian i księży.
Na przełomie XVIII i XIX wieku majątek przeszedł na własność Jana Korewy herbu Dębno. Prawdopodobnie pozostawał w rękach tej rodziny przez cały XIX wiek. Pod koniec tego wieku jego właścicielem był Onufry Korewa (1860–1912), żonaty z Anną Gieysztorówną (1876–1952). Jeden z ich synów, Zygmunt (1898–1945) żonaty z Gabrielą Pawłowicz (~1890–1983) był ostatnim właścicielem Poniewieżyka: mieszkał tu z przerwą lat I wojny światowej do 1942 roku. Został prawdopodobnie zastrzelony przez sowietów w Kownie.
Na przełomie XIX i XX wieku majątek liczył 1182 dziesięcin ziemi i lasu. Aby uniknąć przymusowego wywłaszczenia i parcelacji właściciele podzielili go na osiem mniejszych części. W ten sposób wokół dworu ocalało 150 ha ziemi.
Po III rozbiorze Polski w 1795 roku Poniewieżyk, wcześniej wchodzący w skład Księstwa Żmudzkiego Rzeczypospolitej znalazł się na terenie ujezdu kowieńskiego, który należał kolejno do guberni wileńskiej, litewskiej (1797–1801), a później wileńskiej (1801–1843) i kowieńskiej (1843–1915) Imperium Rosyjskiego. W drugiej połowie XIX wieku należał do gminy i parafii Jaswojnie.
Od 1920 roku Poniewieżyk należy do Litwy, która w okresie 1940–1990, jako Litewska Socjalistyczna Republika Radziecka, wchodziła w skład ZSRR.
Obecnie we wsi działa m.in. szkoła podstawowa i poczta.

### Niemiecki obóz pracy
W czasie II wojny światowej funkcjonował tu niemiecki obóz pracy (oficjalnie był to obóz internowania – Internierungslager), w którym więziono m.in. polskich księży. Obóz otwarto w połowie października 1942 roku. Urządzony został we dworze, na terenie 85-hektarowego gospodarstwa. Internowani, w większości zakonnicy, pracowali w gospodarstwie od godz. 7 do 17 z przerwą na obiad. Racje żywnościowe uzależnione były od wyników pracy. Na terenie obozu znajdowała się kaplica. 2 listopada 1942 roku do obozu przywieziono część wileńskich karmelitów bosych. Przetrzymywano tu m.in. jezuitę ks. Stanisława Sowę (08.06.1942 – 07.09.1943), profesorów Wileńskiego Seminarium Duchownego i Wydziału Teologicznego Uniwersytetu Stefana Batorego ks. Józefa Marcinowskiego i ks. Antoniego Cichońskiego (07.01.1943 – 16.07.1944), ks. dr. Antoniego Korcika, ks. Antoniego Pawłowskiego. 4 sierpnia 1944 roku obóz wyzwoliła Armia Czerwona. 

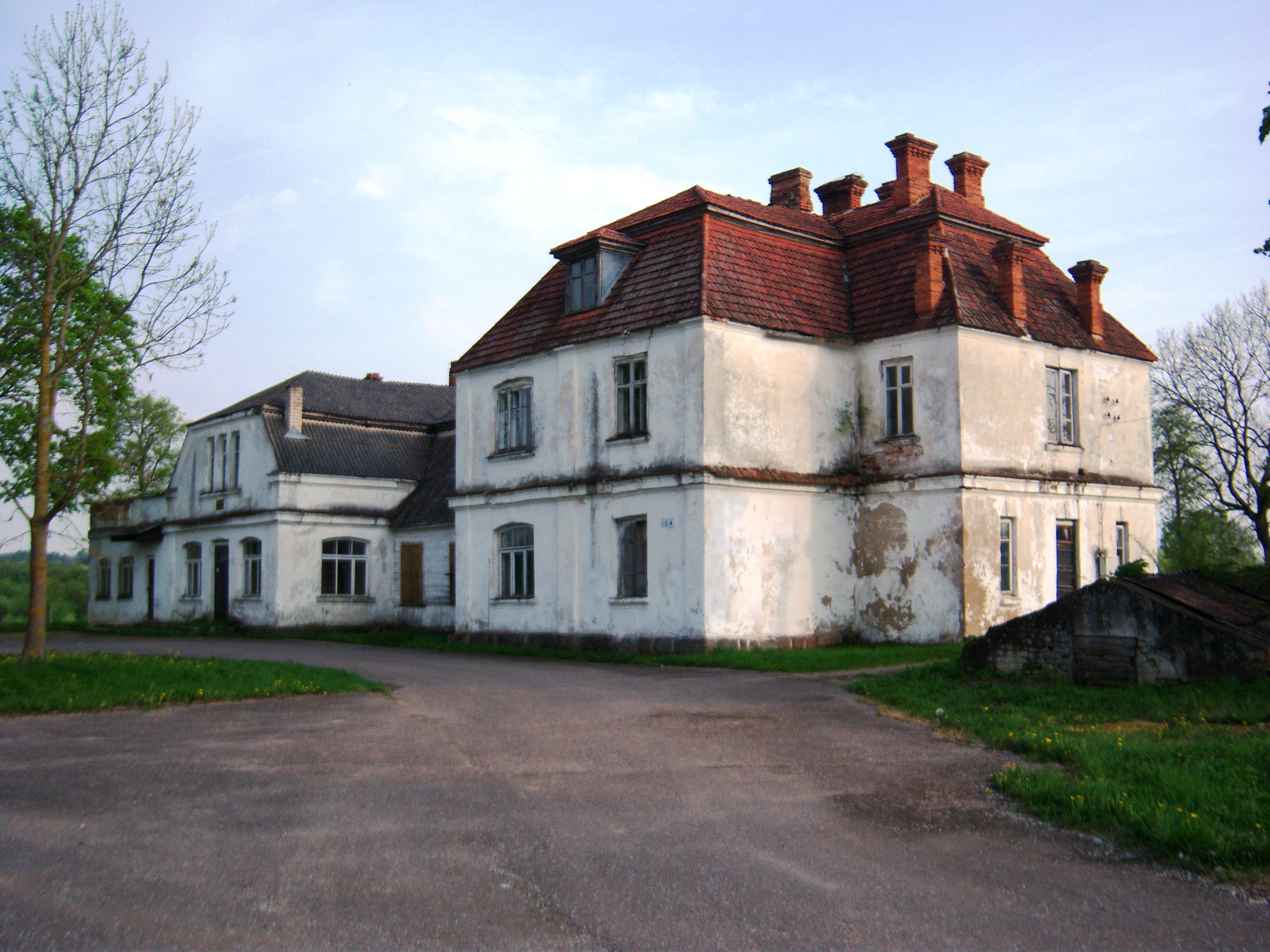
Dwór w Poniewieżyku (2013)

## Demografia wsi
1923 – 92
1959 – 404
1970 – 503
1979 – 562
1980 – 547
1986 – 671
1989 – 680
2001 – 705
2011 – 678.

## Dwór
W połowie XVIII wieku kasztelan Szymon Syruć wybudował tu parterowy, modrzewiowy dwór, który w tej postaci istniał do końca XIX wieku. W latach 1901–1914 rozbudowano dom przez dodanie obszernego przedsionka z facjatą na trzech centralnych osiach budynku oraz dobudowanie dużego, dwupiętrowego, murowanego skrzydła, poprzecznie w stosunku do starego domu. Całość (w kształcie litery „T”) w przykryto łamanym dachem pokrytym dachówką. Dom przybrał cechy budowli barokowej. Wybuch I wojny światowej nie pozwolił na wykończenie wszystkich wnętrz.
Po przebudowie w domu było kilkanaście pomieszczeń w układzie dwutraktowym, w nowej części przedzielonych korytarzem. W domu była duża sień, długi pokój jadalny, salon itd. Nowy przedsionek służył jako ogród zimowy, hodowano w nim oleandry, agawy, daturę i wiele innych egzotycznych roślin. Na ścianach wisiały obrazy znanych współczesnych malarzy polskich. Księgozbiór Onufrego i Konstancji Korewów liczył ponoć kilka tysięcy woluminów. W sali jadalnej stał długi stół, przy którym mogło usiąść jednocześnie 40 osób.
Dom stoi na wysokim brzegu Niewiaży. W niewielkiej odległości stały zabudowania gospodarcze, wśród nich dwupiętrowy spichlerz z niepalonej cegły, z głębokimi piwnicami.
Przy domu był sad owocowy, w pobliżu domu rosły też inne drzewa liściaste, wśród nich wielki, stary kasztanowiec. W ogrodzie była też stara aleja lipowa.
Po II wojnie światowej we dworze mieściła się siedziba kołchozu. Po odzyskaniu niepodległości przez Litwę majątek zreprywatyzowano, przekazując dwór spadkobierczyni Korewów Jolancie Korevaitė-Gailevičienė. Dziś znaczna część dworu jest zrujnowana. Mieszkają w nim pracownicy dawnego kołchozu. Mieszkańcy twierdzą, że jest wystawiony na sprzedaż.
Z parku ocalały pojedyncze drzewa.
Majątek Poniewieżyk został opisany w 3. tomie Dziejów rezydencji na dawnych kresach Rzeczypospolitej Romana Aftanazego.